# Nematus spiraeae
Nematus spiraeae là một loài ong thuộc phân bộ ong cắn lá trong họ Tenthredinidae, còn được biết đến là ong cắn lá aruncus và đôi khi là ong cắn lá mơ trân châu. Loài này có nguồn gốc từ Trung và Bắc Âu, được ghi nhận lần đầu tiên ở Anh vào năm 1924. Ấu trùng của nó ăn lá của cây Aruncus dioicus.

## Mô tả
Con ong trưởng thành có chiều dài từ 5 đến 6 mm (0,20 đến 0,24 in). Các râu, đầu và ngực có màu nâu đen và bụng màu nâu vàng, mặt dưới nhạt hơn mặt trên. Cánh có màng với các vân màu nâu và tegulae có màu nhạt. Ấu trùng phát triển dài đến 20 mm (0,8 in); chúng có màu xanh mờ và có những sợi lông ngắn nhợt nhạt. Đầu có màu nâu xanh đến nâu. Trứng có hình dạng viên nang, màu trắng và dài khoảng 1 mm (0,04 in).

## Vòng đời

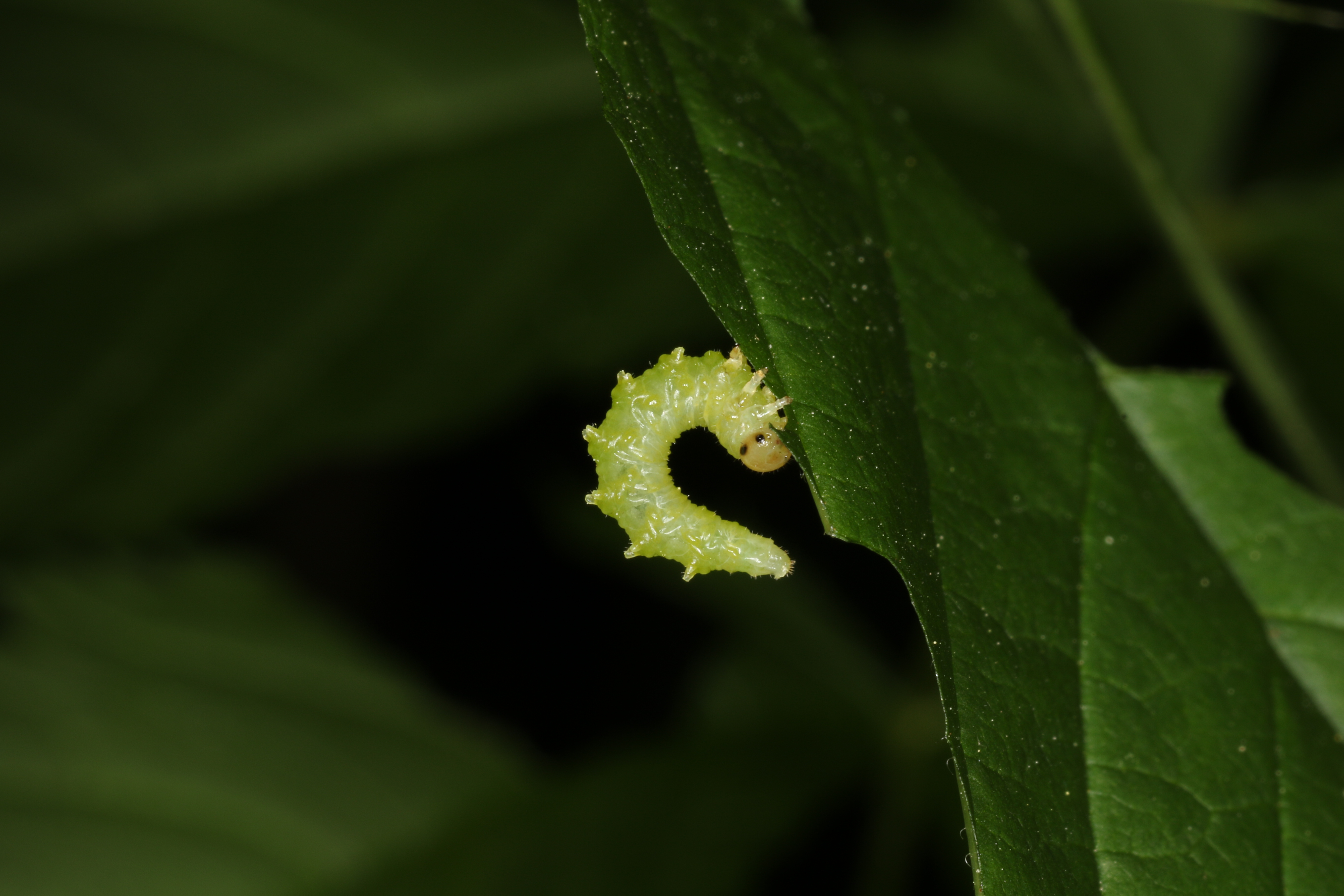
Nematus spiraeae

Loài ong Aruncus đều là con cái, sinh sản bằng hình thức trinh sản. Những con trưởng thành xuất hiện vào cuối mùa xuân và trứng được đặt ở mặt dưới của lá râu dê (Aruncus dioicus) thời gian ngắn. Trứng nở một tuần sau đó, giải phóng ấu trùng, chúng ăn lá cây xung quanh. Biến thái hoàn toàn xảy ra sau bốn hoặc năm tuần trong đất, mỗi con nhộng được bảo vệ bởi kén tơ tằm. Ong trưởng thành xuất hiện vào cuối tháng 7 và tháng 8 tạo ra một thế hệ ấu trùng thứ hai và đôi khi là thế hệ thứ ba. Những ấu trùng này rơi xuống đất vào cuối năm, bước vào thời kỳ trước khi sinh và nhộng vào mùa xuân.

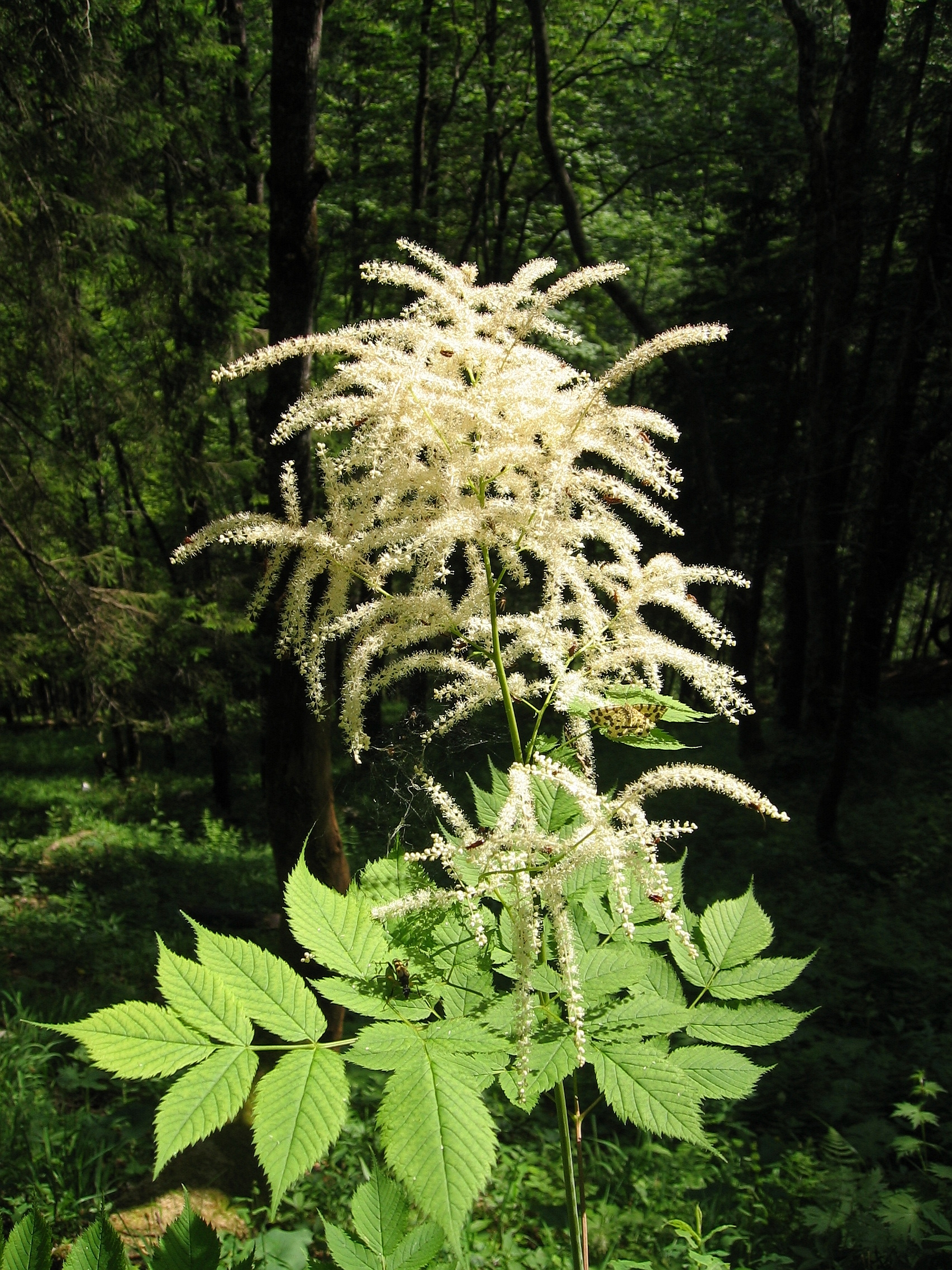
Cây râu dê (Aruncus dioicus)

## Thiệt hại và kiểm soát
Trong những trường hợp nhiễm khuẩn nặng, lá có thể bị phân hủy ngoại trừ các lõi lá chính của chúng, và cây có thể bị rụng lá hoàn toàn. Ấu trùng có thể được nhặt bằng tay, hoặc trong những trường hợp nhiễm khuẩn nặng hơn, thuốc trừ sâu hóa học có thể được sử dụng. Các sản phẩm hữu cơ như pyrethrum sẽ kiểm soát ấu trùng nhỏ nhưng thuốc trừ sâu tổng hợp mạnh hơn là cần thiết khi ấu trùng lớn.